# Tybald (hrabia Baru)
Tybald (ur. ok. 1158/1160, zm. w lipcu 1214) – hrabia Baru od 1190 r., hrabia Luksemburga od 1196 r.
W 1190 r. objął rządy w hrabstwie Baru po śmierci podczas III wyprawy krzyżowej swego starszego brata Henryka. Dla małżeństwa z kilkuletnią dziedziczką hrabiego Luksemburga Henryka IV Ślepego Ermezyndą porzucił swoją drugą żonę, Izabellę z Brienne (pierwsza żona, Lauretta z Looz, zmarła ok. 1180). Po śmierci teścia objął w imieniu żony władzę w Luksemburgu, a także La Roche i Durbuy – nie zdołał jednak odzyskać Namur, które było dziedzictwem teścia po ojcu, a gdzie władzę objął jego siostrzeniec Baldwin V z Hainaut. Rządy Tybalda w Luksemburgu potwierdził Otto IV.
Po śmierci Tybalda Ermezynda ponownie wyszła za mąż, za Walrama z Limburga. Syn Tybalda z drugiego małżeństwa, Henryk, był dziedzicem hrabstwa Baru. Ponadto pozostawił po sobie kilka córek, m.in. Agnieszkę, żonę księcia Lotaryngii Fryderyka II.